# Kan’ami
Kan’ami (Kannami) Kiyotsugu (jap. 観阿弥 清次; ur. 1333, zm. 1384), właśc. Yūzaki Kiyotsugu (jap. 結崎 清次), znany też jako Miyomaru (jap. 観世丸) i Kanze Kiyotsugu (jap. 観世 清次) – japoński aktor, dramatopisarz i poeta.

## Życiorys
Pochodził z prowincji Iga. W młodości działał w mieście Obata, prowadząc trupę aktorską wykonującą przedstawienia sarugaku. Później przeniósł się do Yamato, gdzie założył zespół teatralny Yūzaki, znany później pod nazwą Kaze. Szybko zdobył sobie szeroką popularność i w 1374 roku wystąpił w Kioto przed siogunem Yoshimitsu Ashikagą, który otoczył go swoim mecenatem. 
Kan’ami połączył formę sarugaku z popularnymi tańcami kusemai, kładąc podwaliny pod powstanie klasycznego teatru nō. Przypisuje mu się autorstwo sztuk o poetce Komachi, Awaji („Wyspa Awaji”), Motomezuka, Jinen-koji, Shiino shōshō, Matsukaze, Eguchi („Kurtyzana Eguchi”, napisana przez jego syna, Zeamiego, w oparciu o fragment kazania nierządnicy Kan’amiego. Motokiyo Zeami rozwijał koncepcje teatralne ojca, poprawiał i ulepszał jego dzieła.